# Гухой
Гухой (рос. Гухой) — село у Ітум-Калінському районі Чечні Російської Федерації.
Населення становить 685 осіб. Входить до складу муніципального утворення Гухойське сільське поселення.

## Історія
Згідно із законом від 14 липня 2008 року органом місцевого самоврядування є Гухойське сільське поселення.

## Населення
| 1990 | 2002 | 2010 |
| ---- | ---- | ---- |
| 353  | ↗470 | ↗685 |